# Weichet nur, betrübte Schatten
Weichet nur, betrübte Schatten (Dissipez-vous, ombres lugubres) (BWV 202), est une cantate profane de Jean-Sébastien Bach composée pour un mariage à Köthen entre 1718 et 1723, Weimar est également cité. L'auteur du texte est inconnu.

## Structure et instrumentation
La cantate est écrite pour hautbois, deux violons, alto, basse continue et une (soprano) soliste.
Il y a neuf mouvements, tous pour soprano :
1. aria : Weichet nur, betrübte Schatten
2. récitatif : Die Welt wird wieder neu
3. aria : Phoebus eilt mit schnellen Pferden
4. récitatif : Drum sucht auch Amor sein Vergnügen
5. aria : Wenn die Frühlingslufte streichen
6. récitatif : Und dieses ist das Glücke
7. aria : Sich üben im Lieben, in Scherzen sich herzen
8. récitatif : So wei das Band der keuschen Liebe
9. gavotte : Sehet in Zufriedenheit